# Коринна, или Италия
«Коринна, или Италия» (фр. Corinne ou l'Italie) — роман французской писательницы мадам де Сталь, опубликованный в 1807 году.

## Сюжет
Главная героиня романа — умная и талантливая женщина, которой слишком тесно в рамках аристократического общества. Параллельно развиваются две сюжетных линии, любви и Италии, причём между ними существует внутренняя связь. Разные герои романа оказываются персонификациями разных национальных характеров.

## Значение
Роман, впервые опубликованный в 1807 году, имел огромный и продолжительный успех у читателей. Даже спустя 17 лет Стендаль писал, что «вся Европа с восхищением читает „Коринну“ мадам де Сталь». Благодаря этой книге заметно выросла популярность Италии у путешественников из других стран (особенно у французских писателей-романтиков). Италия стала местом действия драм Виктора Гюго и Альфреда де Мюссе, повестей Жорж Санд и её романа «Консуэло».
Имя Коринна благодаря роману стало нарицательным: так называли умных и возвышенных женщин. Например, Зинаида Волконская считалась «северной Коринной».